# Hersilia vanmoli
Hersilia vanmoli là một loài nhện trong họ Hersiliidae.
Loài này thuộc chi Hersilia. Hersilia vanmoli được miêu tả năm 1971 bởi P. L. G. Benoit.